# Ernest et Célestine
Pour le film d'animation, voir Ernest et Célestine (film).

Ernest et Célestine est une série de livres illustrés pour la jeunesse publiée par l'écrivaine et illustratrice belge Gabrielle Vincent entre 1981 et 2000, aux éditions Duculot puis chez Casterman ou L’École des loisirs. La série porte le nom de ses deux personnages principaux, l'ours Ernest et la souris Célestine. Les albums ont été adaptés plusieurs fois : au cinéma sous forme de longs-métrages d'animation, et sous la forme d'une série animée.

## Genèse de la série
Monique Martin choisit en 1981 de prendre comme pseudonyme Gabrielle Vincent. Cette même année est publié le premier ouvrage de la série : Ernest et Célestine ont perdu Siméon, qui remporte plusieurs prix.
« Le gros ours tendre et la petite souris, devenus un couple de référence dans le monde des albums pour enfants, apportent à leur créatrice une reconnaissance internationale », selon l’Encyclopædia Universalis.

## Personnages
ErnestErnest est un ours amateur de musique, il ne rate jamais une occasion de sortir son violon. : Ernest a trouvé Célestine dans une poubelle lorsqu'elle était bébé. Il l'a ramenée chez lui, lui a donné un tout petit biberon, lui a fait un tout petit lit et a noté tous ses progrès dans un petit carnet. Il vivent ensemble chez Ernest depuis ce jour-là.
CélestineCélestine est une souris dont le tempérament est celui d'un enfant d'une demi-douzaine d'années.
Boléroours sans-abri régulièrement accueilli chez Ernest et Célestine, dont il est un grand ami.

## Liste des albums
La date indiquée pour chaque album est celle de la première édition,.

### Série principale
- 1981 : Ernest et Célestine ont perdu Siméon  Parents Choice 1982[1] -   « Mention » Sankei Children's Books Publication Prize 1984[1].
- 1981 : Ernest et Célestine, musiciens des rues  Prix du Ministre belge de la Culture française 1982
- 1982 : Ernest et Célestine vont pique-niquer
- 1982 : Ernest et Célestine chez le photographe  Top dix meilleurs albums illustrés, New York Times, 1982[1] -  Prix de la Fondation de France[1] -  Médaille de bronze du Prix Plantin Moretus 1983[1] -   « Mention » Sankei Children's Books Publication Prize 1984[1].
- 1982 : Le Patchwork
- 1982 : La Tasse cassée
- 1983 : Noël chez Ernest et Célestine  Prix Tom Pouce 1983, (Prix du livre pour la petite enfance créé par le Ministère de la Famille en France) -  Award, Foundation for the Collective Promotion of the Dutch book 1988.
- 1984 : Rataplan plan plan
- 1984 : La Grande Peur
- 1985 : Ernest et Célestine au musée  Mention d’honneur au Prix Plantin Moretus 1986 -  Mention – The Owl Prize 1987 (Mimizuku-Sho, Japon)
- 1985 : La Tante d'Amérique
- 1987 : Ernest est malade
- 1987 : La Chambre de Joséphine
- 1987 : La Naissance de Célestine  « Mention »  Prix Graphique, Foire du livre de jeunesse de Bologne 1988[5] -   Prix de la Fondation de France (catégorie albums) 1988
- 1988 : Ernest et Célestine au cirque
- 1990 : Ernest et Célestine... et nous
- 1992 : Ernest et Célestine au jour le jour
- 1994 : La Chute d'Ernest
- 1994 : Cet été-là
- 1995 : Le Sapin de Noël
- 1998 : Le Labyrinthe
- 1998 : Une chanson
- 1999 : Un caprice de Célestine
- 1999 : La Cabane
- 2000 : Ernest et Célestine ont des poux (dernier album publié du vivant de l'auteure)
- 2001 : Les Questions de Célestine (l'ultime album de la série dans lequel la petite souris se pose la question de ses origines[6])

### Hors commerce
- 1991 : Le coucher de Célestine, Duculot

### Recueil
- 2014 : Ernest et Célestine : trois petites histoires, Casterman. (Contient : Rataplan plan plan ; La grande peur ; La tasse cassée )

### Hors série
- 2003 : Mon carnet secret (titre originel Le Carnet de croquis, hors commerce, 1990)
- 2007 : Le journal de mon bébé : Ernest et Célestine, Casterman

### Albums dérivés du film d'animation
D'après Ernest et Célestine, long métrage d'animation sorti en 2012 :
- 2012 : Ernest et Célestine : le livre du film, Gabrielle Vincent, adaptation Daniel Pennac, illustrations Benjamin Renner, Casterman

## Distinctions
- 1982 : 
  -  Parents Choice[1] pour Ernest et Célestine ont perdu Siméon
  -  Prix du Ministre belge de la Culture française pour Ernest et Célestine, musiciens des rues
  -  Top dix meilleurs albums illustrés, New York Times[1] pour Ernest et Célestine chez le photographe
  -  Prix de la Fondation de France[1] pour Ernest et Célestine chez le photographe
- 1983 : 
  -  Médaille de bronze du Prix Plantin Moretus[1] pour Ernest et Célestine chez le photographe
  -  Prix Tom Pouce (Prix du livre pour la petite enfance créé par le Ministère de la Famille en France) pour Noël chez Ernest et Célestine
- 1984 :   « Mention » Sankei Children's Books Publication Prize[1] pour Ernest et Célestine ont perdu Siméon et pour Ernest et Célestine chez le photographe
- 1986 :  Mention d’honneur au Prix Plantin Moretus pour Ernest et Célestine au musée
- 1987 :  Mention – The Owl Prize (Mimizuku-Sho, Japon) pour Ernest et Célestine au musée
- 1988 : 
  -  « Mention »  Prix Graphique, Foire du livre de jeunesse de Bologne[5] (Italie) pour La naissance de Célestine
  -  Prix de la Fondation de France (catégorie albums) pour La naissance de Célestine
  -  Award, Foundaton for the Collective Promotion of the Dutch book pour Noël chez Ernest et Célestine

## Adaptations
- 2011 : Ernest et Célestine ont perdu Siméon (d'après l'album de 1981), pièce de théâtre de la compagnie 1.2.3 Soleil, adaptation, mise en scène et interprétation de Pascale Thévenon[7]
- 2012 : Ernest et Célestine, long métrage d'animation réalisé par Benjamin Renner, Stéphane Aubier et Vincent Patar, sur un scénario de Daniel Pennac
- 2012 : Le Roman d'Ernest et Célestine, roman jeunesse écrit par Daniel Pennac, édité chez Casterman
- 2017 : Ernest et Célestine, la collection, série d'animation réalisée par Julien Chheng et Jean-Christophe Roger et diffusée en France sur la chaîne France 5[8]
- 2017 : Ernest et Célestine en hiver, film d'animation français (constitué de quatre épisodes de la série Ernest et Célestine, la collection) réalisé par Julien Chheng et Jean-Christophe Roger
- 2020 : Le Roman d'Ernest et Célestine, conte musical (texte de Daniel Pennac, musique de Karol Beffa) - création en juin 2020 par l'Orchestre philharmonique de Radio France
- 2022 : Ernest et Célestine : Le Voyage en Charabie, long métrage d’animation réalisé par Jean-Christophe Roger et  Julien Chheng